# Nữ tướng cướp
Nữ tướng cướp (tựa tiếng Anh: Gangsta Girls) là bộ phim điện ảnh chính kịch của Việt Nam sản xuất năm 2004, do Hãng phim Thiên Ngân sản xuất, được đạo diễn kiêm biên kịch bởi Lê Hoàng, diễn viên chính Mỹ Duyên, Bằng Lăng. Đây là bộ phim điện ảnh đầu tiên của ca sĩ Lam Trường.

## Nội dung
Hai chị em Thu và Hồng là nữ giang hồ lừa đảo chuyên nghiệp, họ thường lừa gạt tình và tiền của đàn ông. Mọi chuyện thay đổi khi hai cô bắt cóc Hùng, một ông chủ giàu có, để tống tiền. Nhưng trong thời gian giam giữ, giữa Thu và Hùng phát sinh sự đồng cảm, Thu lại có tình cảm với Hùng. Cô trái lệnh của Hồng, khi chặt ngón tay của mình thay vì của Hùng.
Sau phi vụ, Hồng cuỗm hết phần của Thu và bỏ trốn. Hồng chưa kịp cao chạy xa bay đã bị một tên lừa đảo khác hãm hiếp và cướp sạch tiền. Hồng quay về tìm Thu. Trong lúc gọi điện chào tạm biệt Hùng, Thu bị nạn nhân ở đầu phim phát giác và báo công an. Khi công an truy vết đến được khách sạn nơi Thu và Hồng lẩn trốn, Hồng uống thuốc độc tự sát. Thu và Hùng sau này đến với nhau.

## Phân vai
- Lam Trường vai Hùng
- Mỹ Duyên vai Thu
- Bằng Lăng vai Hồng
- Minh Anh vai Tên cướp[2] / Hoàng[3]
- Lương Mạnh Hải vai Nạn nhân 1
- Đỗ Trung Quân vai Nạn nhân 2[4]
- Phương Trinh vai Bé gái bán hoa

## Sản xuất
Nữ tướng cướp có kinh phí hơn 2 tỉ đồng, với mức cát-xê dành cho đạo diễn (Lê Hoàng) là 150 triệu đồng. Nữ tướng cướp dự định được bấm máy từ ngày 1 tháng 6 năm 2004 sau đó thay đổi lịch đến ngày 5 tháng 9 năm 2004, quay tại phim trường Hãng phim trẻ. Ban đầu, có tin đồn ca sĩ Phương Thanh sẽ đảm nhận vai nữ chính. Kịch bản ban đầu có 4 vai nữ chính. Cuối cùng trong số 40 diễn viên tham gia casting, diễn viên Mỹ Duyên và người mẫu Bằng Lăng đã được chọn cho hai nhân vật chính.
Bộ phim đã hoàn tất các cảnh quay cuối cùng tại Mũi Né, vào tháng 10 năm 2004.

### Âm nhạc
Phần nhạc phim do nhạc sĩ Đức Trí đảm nhận biên soạn với cát-xê 100 triệu VNĐ, mức chi phí kỷ lục cho khâu âm nhạc của điện ảnh Việt Nam cho đến khi bị Giải cứu thần chết phá vỡ. Ca khúc nhạc phim "Ước mơ trong đời" do Hồ Quỳnh Hương và "Tựa như ánh sao" do Phan Đinh Tùng thể hiện.

### Quay phim
Hình ảnh trong phim do nhà quay phim Đinh Anh Dũng thực hiện dù trước đấy ông được biết đến với vai trò quay các MV. Ngay từ những ngày đầu bấm máy, Lê Hoàng và Đinh Anh Dũng đã hài lòng với các thước phim của mình, đó là cảnh nhân vật Hùng tỉnh dậy và nhận ra mình bị bắt cóc. Lê Hoàng cho rằng Nữ tướng cướp là bộ phim được làm theo kiểu "không giống ai, không giống với bất kỳ phim nào và mang phong cách của một mình Lê Hoàng [ông]".

## Phát hành
Bộ phim được công chiếu vào dịp Tết Nguyên đán 2005. Trong tháng 5 năm 2005, Hãng phim Thiên Ngân tiếp tục trình chiếu Nữ tướng cướp dưới hình thức khuyến mãi cho khán giả, người mua vé sẽ nhận được phiếu rút thăm với cơ may nhận được chuyến đi Hollywood.
Ngày 3 tháng 5 năm 2005, Hãng phim Thiên Ngân đã phát hành VCD và DVD phim Nữ tướng cướp. Riêng bản DVD có kèm phụ đề tiếng Anh và tiếng Việt, cùng với trailer, poster độc quyền và MV hai ca khúc chủ đề phim do ca sĩ Hồ Quỳnh Hương, Phan Đinh Tùng thể hiện. DVD này được thực hiện tại Hồng Kông và Singapore theo tiêu chuẩn quốc tế với hệ NTSC phù hợp mọi vùng trên thế giới.
Bộ phim bị nhận xét là có nhiều điểm ngây ngô, vô lý nhưng khả năng diễn xuất của hai nữ chính, của nam phụ và cả phần âm nhạc đã cứu vớt cả bộ phim.
Trong tuần đầu ra rạp, bộ phim đã sinh lời cho nhà sản xuất khi thu về hơn 3 tỉ đồng, giá vé của bộ phim thời điểm đó rơi vào khoảng 20.000 đến 30.000 VNĐ.

## Giải thưởng
| Giải thưởng         | Hạng mục                                  | Đề cử         | Kết quả           | Chú thích |
| ------------------- | ----------------------------------------- | ------------- | ----------------- | --------- |
| Giải Cánh diều 2004 | Phim truyện điện ảnh                      | Nữ tướng cướp | Giải khuyến khích | [ 18 ]    |
| Giải Cánh diều 2004 | Nữ diễn viên chính – Phim truyện điện ảnh | Mỹ Duyên      | Đoạt giải         | [ 18 ]    |
| Giải Cánh diều 2004 | Biên kịch – Phim truyện điện ảnh          | Lê Hoàng      | Đoạt giải         | [ 18 ]    |